# Michał Marcinkiewicz
Michał Marcinkiewicz (* 26. Februar 1984 in Stettin (Szczecin)) ist ein polnischer Politiker der Platforma Obywatelska (Bürgerplattform).

## Leben
Michał Marcinkiewicz wuchs im polnischen Stettin auf und wurde mit 15 Jahren Mitglied der Jungen Demokraten (Młodzi Demokraci). Michał Marcinkiewicz studierte Wirtschaftswissenschaften an der Universität Stettin auf Magister.
Zwischen 2002 und 2004 arbeitete er beim Europäischen Parlament. 2006 wurde er Mitglied des Stadtrates von Stettin. Bei den vorgezogenen Parlamentswahlen 2007 trat Marcinkiewicz im Wahlkreis 41 Stettin an und konnte mit 22.073 Stimmen als jüngster Abgeordneter der Legislaturperiode in den Sejm einziehen. Er ist dort seit 2007 Mitglied der Kommissionen für öffentliche Finanzen (Komisja Finansów Publicznych) und internationale Angelegenheiten (Komisja Spraw Zagranicznych) sowie seit 2008 der Kommission zur Reduktion der Bürokratie (Komisja Nadzwyczajna „Przyjazne Państwo“ do spraw związanych z ograniczaniem biurokracji).

## Verweise